# Rapadama-Peulh
Pour les articles homonymes, voir Rapadama (homonymie).
Ne doit pas être confondu avec Rapadama-T.
Rapadama-Peulh est une commune rurale située dans le département de Zam de la province du Ganzourgou dans la région Plateau-Central au Burkina Faso.

## Géographie
Rapadama-Peulh est situé à environ 20 km à l'ouest de Zam, le chef-lieu du département, et à 45 km à l'ouest de Zorgho, le chef-lieu de la province. La ville est située au sud de Wayen-Zam et de la route nationale 4 qui relie  Ouagadougou à la frontière nigérienne.

## Santé et éducation
Le centre de soins le plus proche de Rapadama-Peulh est le centre de santé et de promotion sociale (CSPS) de Rapadama-T tandis que le centre médical avec antenne chirurgicale (CMA) se trouve à Zorgho.